# Canton, Cardiff
Canton är en community i Storbritannien.   Den ligger i kommunen Cardiff och riksdelen Wales, i den södra delen av landet, 210 km väster om huvudstaden London.
Canton är en förort i västra delen av Cardiff.